# Козјењице
Козјењице (пољ. Kozienice) град је у Пољској у Војводству мазовском. По подацима из 2012. године број становника у месту је био 18 422.

## Становништво
| 2012.  |
| ------ |
| 18 422 |

## Партнерски градови
- Чугујев